# Hypoderma
Hypoderma — рід грибів родини Rhytismataceae. Назва вперше опублікована 1847 року.